# 315166 Pawelmaksym
315166 Pawelmaksym este un asteroid din centura principală de asteroizi.

## Descriere
315166 Pawelmaksym este un asteroid din centura principală de asteroizi. A fost descoperit pe 6 aprilie 2007 la Charleston, Illinois la observatorul Astronomical Research Observatory. Asteroidul prezintă o orbită caracterizată de o semiaxă mare de 3,12 ua, o excentricitate de 0,06 și o înclinație de 10,6° în raport cu ecliptica.